# Sabina Sharipova
Sabina Sharipova (* 4. September 1994 in Taschkent) ist eine usbekische Tennisspielerin.

## Karriere
Sharipova, die laut ITF-Profil Hartplätze bevorzugt, begann im Alter von acht Jahren mit dem Tennissport.
Bei den Tashkent Open stand sie 2009 dank einer Wildcard erstmals im Hauptfeld eines WTA-Turniers. Sie unterlag dort in der ersten Runde Kathrin Wörle mit 6:70 und 5:7.
Auf der ITF Women’s World Tennis Tour hat sie bislang 15 Einzel- und sechs Doppeltitel gewonnen.
Seit 2010 spielt sie auch für die usbekische Fed-Cup-Mannschaft; nach 33 Fed-Cup-Partien stehen in ihrer Bilanz 19 Siege zu Buche.

## Turniersiege

### Einzel
| Nr. | Datum             | Turnier   | Kategorie   | Belag             | Finalgegnerin        | Ergebnis        |
| --- | ----------------- | --------- | ----------- | ----------------- | -------------------- | --------------- |
| 1.  | 30. Oktober 2010  | Kuching   | ITF $10.000 | Hartplatz         | Sandy Gumulya        | 6:4, 6:3        |
| 2.  | 28. April 2012    | Andijon   | ITF $10.000 | Hartplatz         | Jang Su-jeong        | 6:2, 6:4        |
| 3.  | 1. Juni 2013      | Qarshi    | ITF $10.000 | Hartplatz         | Yang Yi              | 6:2, 6:3        |
| 4.  | 8. Juni 2013      | Qarshi    | ITF $25.000 | Hartplatz         | Ankita Raina         | 6:3, 6:3        |
| 5.  | 23. November 2013 | Astana    | ITF $10.000 | Hartplatz (Halle) | Aljona Tarassowa     | 7:5, 6:0        |
| 6.  | 11. April 2015    | Qarshi    | ITF $25.000 | Hartplatz         | Xenija Lykina        | 6:2, 6:3        |
| 7.  | 20. Februar 2016  | Neu-Delhi | ITF $25.000 | Hartplatz         | Nina Stojanovic      | 3:6, 6:2, 6:4   |
| 8.  | 28. Mai 2016      | Andijon   | ITF $25.000 | Hartplatz         | Weronika Kudermetowa | 7:5, 6:0        |
| 9.  | 4. September 2016 | Guiyang   | ITF $25.000 | Hartplatz (Halle) | Guo Hanyu            | 6:71, 7:60, 6:4 |
| 10. | 25. Juni 2017     | Fargʻona  | ITF $25.000 | Hartplatz         | Jelena Rybakina      | 6:4, 7:65       |
| 11. | 14. April 2018    | Istanbul  | ITF $60.000 | Hartplatz         | Jelena Rybakina      | 7:60; 6:4       |
| 12. | 2. Juni 2018      | Andijon   | ITF $25.000 | Hartplatz         | Kaja Juvan           | 6:4, 6:2        |
| 13. | 9. Juni 2018      | Namangan  | ITF $25.000 | Hartplatz         | Iryna Shymanovich    | 6:1, 6:1        |
| 14. | 6. Oktober 2019   | Antalya   | ITF W15     | Hartplatz         | Anja Wildgruber      | 6:3, 6:1        |
| 15. | 12. Januar 2020   | Monastir  | ITF W15     | Hartplatz         | Mallaurie Noël       | 7:65, 6:3       |

### Doppel
| Nr. | Datum              | Turnier    | Kategorie   | Belag             | Partnerin            | Finalgegnerinnen                          | Ergebnis         |
| --- | ------------------ | ---------- | ----------- | ----------------- | -------------------- | ----------------------------------------- | ---------------- |
| 1.  | 29. Oktober 2010   | Kuching    | ITF $10.000 | Hartplatz         | Sandy Gumulya        | Rushmi Chakravarthi Élodie Rogge-Dietrich | 6:3, 6:2         |
| 2.  | 12. Mai 2012       | Almaty     | ITF $10.000 | Hartplatz         | Jekaterina Jaschina  | Albina Xabibulina Anastasija Wassyljewa   | 6:4, 3:6, [10:3] |
| 3.  | 30. Mai 2014       | Buxoro     | ITF $25.000 | Hartplatz         | Weronika Kapschaj    | Nigina Abduraimova Oqgul Omonmurodova     | 6:4, 6:4         |
| 4.  | 15. September 2017 | Guiyang    | ITF $25.000 | Hartplatz         | Lidsija Marosawa     | Jiang Xinyu Tang Qianhui                  | 6:2, 6:3         |
| 5.  | 1. Juni 2019       | Nonthaburi | ITF W25     | Hartplatz         | Victoria Rodríguez   | Lorraine Guillermo Maegan Manasse         | 6:3, 6:4         |
| 6.  | 13. Februar 2021   | Schymkent  | ITF W15     | Hartplatz (Halle) | Jekaterina Kasionowa | Darja Mischina Noel Saidenowa             | 7:5, 2:6, [10:4] |

## Weltranglistenpositionen am Saisonende
| Jahr   | 2009 | 2010 | 2011 | 2012 | 2013 | 2014 | 2015 | 2016 | 2017 | 2018 | 2019 | 2020 | 2021 |
| ------ | ---- | ---- | ---- | ---- | ---- | ---- | ---- | ---- | ---- | ---- | ---- | ---- | ---- |
| Einzel | 530  | 392  | 486  | 354  | 383  | 258  | 237  | 153  | 191  | 122  | 339  | 371  | 476  |
| Doppel | 708  | 693  | 582  | 534  | 655  | 337  | 360  | 238  | 257  | 540  | 352  | 360  | 422  |